# Servilia (opéra)

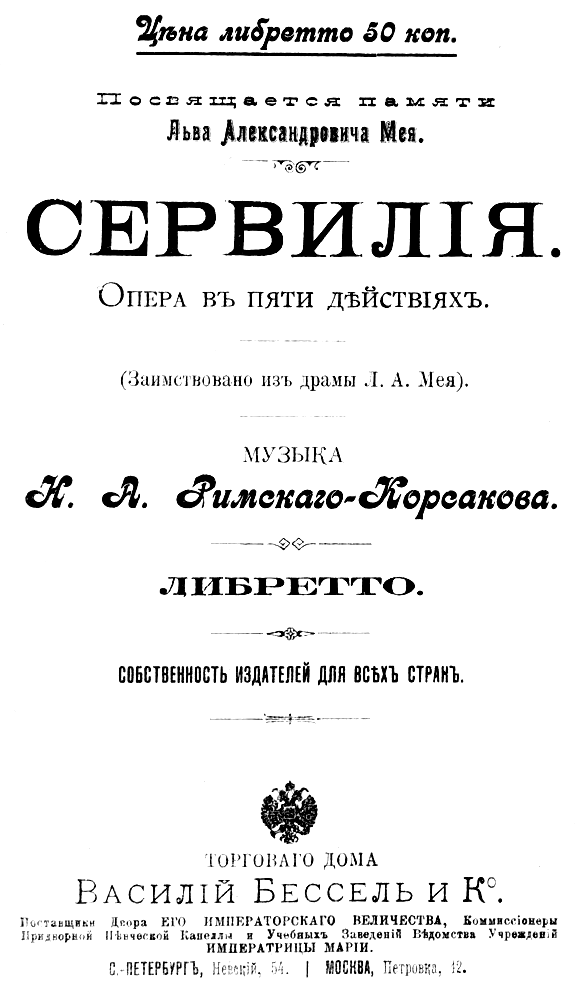
Livret de l'opéra Servilia en 1902.

Servilia (Сервилия) est un opéra en cinq actes du compositeur russe Rimsky-Korsakov sur un livret basé sur le drame du même nom de Léon Meï (1822-1862). C'est un opéra largement oublié aujourd'hui.
La première s'est tenue au théâtre Mariinsky de Saint-Pétersbourg le 14 octobre 1902 sous la direction de Felix Blumenfeld, suivie de sept représentations.
Il est considéré habituellement que Servilia n'appartient pas aux  opéras à succès de Rimsky-Korsakov, en particulier à cause de la faiblesse de l'argument de la pièce de Meï. C'est le seul opéra de Rimsky-Korsakov qui n'ait pas été enregistré au cours du XXe siècle, à l'exception de quelques fragments enregistrés en 1949, interprétés par Olga Piotrovskaïa, Gueorgui Nelepp et Pavel Lissitsian avec l'orchestre de la radio de l'Union soviétique dirigé par Onissim Bron. Cet opéra n'a été représenté qu'une seule fois à l'époque soviétique : en 1944 par l'Ensemble de l'opéra soviétique de l'Union des travailleurs du théâtre, en raison du refus en URSS de montrer des productions artistiques se terminant par une victoire de la foi chrétienne (d'ailleurs le contenu de l'opéra avait été sensiblement raccourci dans les livrets disponibles).
Le 15 avril 2016, une première de cet opéra est jouée au théâtre musical de chambre Pokrovsky de Moscou (mise en scène O. Ivanov, direction musicale Guennadi Rojdestvenski). D'après la musicologue Larissa Kirillina : « La résurrection de Servilia est un événement historique, précieux non seulement comme étant la correction d'une injustice, mais aussi comme un signe que le théâtre musical russe  a compris avec maturité cet opéra étonnant. ». La même année, G. Rojdestvenski fit un enregistrement complet de cet opéra.

## Personnages
- Sophonius Tigellinus, préfet du prétoire — basse
- Thrasea, sénateur — ténor
- Soranus, sénateur — basse
- Paconius Agrippinus, sénateur — basse
- Helvidius Priscus, sénateur — basse
- Curtius Montanus, sénateur — ténor
- Valerius Rusticus, tribun de la plèbe — ténor
- Egnatius, affranchi du sénateur Soranus — baryton
- Fulcinius Afer, citoyen — ténor
- Avidius, citoyen — basse
- Caestus, citoyen — basse
- Velox, citoyen — basse
- Mella, citoyen — ténor
- Un vieillard — basse
- Un préteur — basse
- Un héraut — ténor
- Un centurion — basse
- Un esclave — ténor
- Servilia, la fille du sénateur Soranus — soprano
- Antonia, la nourrice de Servilia — mezzo-soprano
- Locusta, l'enchanteresse — mezzo-soprano
- Nevolia, affranchie de Locusta — soprano
- le fantôme — mezzo-soprano
- le vendeur de polenta, garçon — mezzo-soprano
- la vendeuse de fleurs — soprano.
- ballet de ménades

Sénateurs, tribuns, prêtres sacrificateurs, canéphores, scribe, gardes prétoriens, gladiateurs, musiciens et musiciennes, chanteurs, danseurs, esclaves, passants, foule.

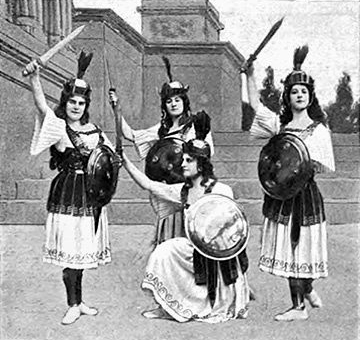
Ballet martial de Servilia, avec Maria Petipa en Ménade.

## Argument
L'histoire se passe à Rome en l'an 67 apr. J.-C. sous le règne de l'empereur Néron. Le centre du sujet est le sort des sénateurs d'opposition Thrasea et Soranus, et de celui de la fille de ce dernier, Servilia. En effet, l'ancien esclave du père de Servilia, Egnatius (ancien esclave germain), est amoureux d'elle. Il tisse des intrigues, à la suite desquelles Thrasea et Soranus sont accusés de trahison. Après avoir rencontré Servilia, Egnatius lui propose un marché : la liberté des sénateurs contre son mariage avec elle. Servilia refuse avec indignation, puis Egnatius lui laisse le temps de réfléchir et l'enferme. La jeune fille est libérée par une esclave chrétienne, après quoi Servilia elle-même acquiert la foi au Dieu unique des chrétiens. Le tribunal condamne Thrasea et Soranus à l'exil et donne la jeune fille en caution à Egnatius. Le fiancé de Servilia, le tribun Valerius, oppose son veto à la décision, mais le destin empêche les fiancés de se retrouver : Servilia meurt, demandant à Valerius de se convertir à la foi chrétienne. Egnatius, sous le choc, et après lui le peuple, louent le Dieu unique.

### Acte I
Forum Romanum

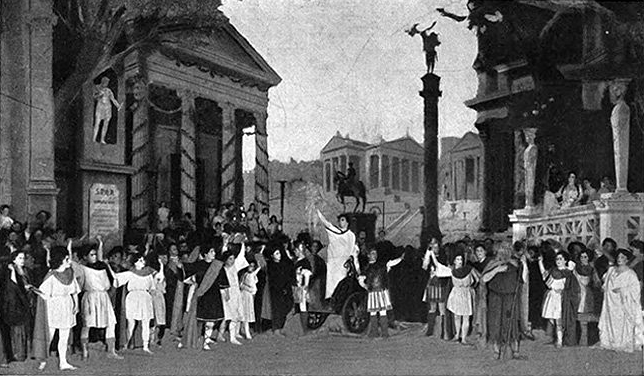
Acte I : le forum, décor d'après des dessins de Constantin Ivanov (1902).

Au fond la basilique Argentaria, la basilique émilienne et le temple de Minerve; au milieu une fontaine avec la statue de Diane; à droite la maison du sénateur Soranus Barea.
Scène 1. Le peuple romain se réunit au Forum. Un petit garçon vend de la polenta chaude; une jeune fille vend des fleurs. Les citoyens Fulcinius, Caestus, Velox et Mella craignent qu'Avidius Hyspo, le tribun de la plèbe Valerius Arulenus Rusticus, et les sénateurs Helvidius Priscus, Curtius Montanus, Paconius Agrippinus, Soranus Barea et Thrasea Paetus ne les calomnient. Ils décident d'avertir leur patron.
Scène 2. Fulcinius offre de l'argent à un vieillard en lambeaux, que celui-ci refuse à son étonnement.
Scène 3. Un héraut habillé en Mercure annonce au nom de l'empereur Néron l'ouverture du théâtre et du cirque pour la durée des prochaines festivités en l'honneur de la déesse Minerve. Tout le monde fait l'éloge de l'empereur.
Scène 4. Avidius Hyspo incite la foule contre les chrétiens qui se cachent dans les catacombes. On les accuse d'être des meurtriers d'enfants et des incendiaires qui provoquent de la disette et des épidémies dans la ville éternelle. Certains se souviennent avec tendresse de la façon dont Néron avait brûlé les chrétiens comme torches humaines.
Scène 5. Servilia, la fille de Soranus, arrive avec sa nourrice Antonia et deux jeunes filles esclaves, portant des corbeilles pleines de fleurs, sortant de la maison du sénateur. Avidius Hyspo est aussitôt fasciné par la beauté de la fille du sénateur. À sa grande déception, la foule présente l'informe que selon le souhait de son père, elle sera bientôt mariée au vieux Thrasea.
Scène 6. La procession solennelle des canéphores passe: à la tête des vieillards vénérables aux branches d'olivier, derrière eux des combattants armés, puis des garçons et des filles avec des paniers consacrés et des esclaves, puis des musiciens et des danseurs. La fin de la procession est formée par un petit voilier accompagné de prêtres, qui symbolise la victoire de Minerve sur les titans. Toutes les personnes présentes, à l'exception du vieil homme, s'agenouillent avec admiration. Devant la maison de Soranus, les danseurs miment le combat de Minerve. Servilia et les esclaves jettent des fleurs depuis la terrasse. Ensuite, la procession se dirige vers le temple de Minerve.
Scène 7. La population se demande pourquoi le vieil homme est resté si indifférent pendant tout ce temps. Certains pensent qu'il est fou. L'homme se lève alors et accuse les personnes présentes de servir Satan. Il se révèle chrétien, se dirige vers la fontaine et brise la statue de Diane avec son bâton. La foule réclame sa lapidation avec fureur.
Scène 8. À ce moment, le tribun Valerius apparaît et Servilia lui demande d'empêcher l'effusion de sang devant sa maison. Visiblement fasciné par Servilia, Valerius fait traduire l'homme devant le tribunal impérial, où même Jupiter ne peut pas le protéger d'une condamnation à mort.
Scène 9. Alors que la foule réclame le châtiment le plus cruel pour le chrétien, celui-ci aspire presque à la mort en martyr.

### Acte II
Thermes d'Agrippa

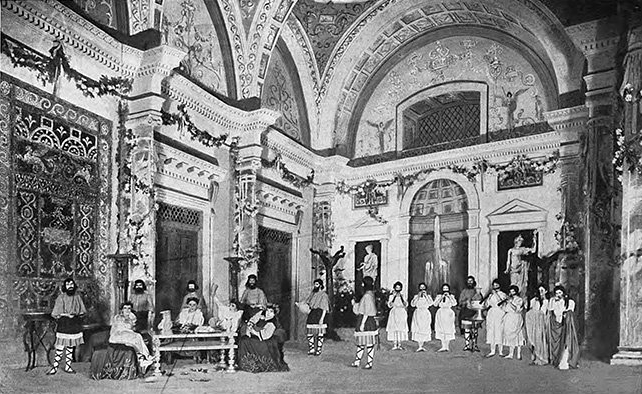
Acte II, maison d'Agrippinus, décor de Piotr Lambine d'après des dessins de Constantin Ivanov (1902).

Luxueuse salle de banquets de marbre; au fond sur les côtés des statues de Bacchus et Hygée.
Scène 1. Les sénateurs Montanus, Helvidius et Paconius, menacés par la calomnie, cherchent des contre-mesures. Paconius a déjà essayé d'en savoir plus sur les antécédents grâce à la belle-mère de Néron, Messaline. Il a été très impressionné par le goût de Messaline pour l'art, qui l'a reçu dans un péristyle magnifiquement décoré.
Scène 2. Egnatius, ancien esclave affranchi par Soranus, montre au sénateur un message écrit d'Avidius Hyspo au préfet Sophonius Tigellinus, selon lequel, les sénateurs Thrasea et Soranus, le tribun de la plèbe et les citoyens Velox, Caestus, Mella et Fulcinius sont accusés de trahison. Caestus a fait arrêter Avidius, lui a arraché la lettre et l'a tué. Pour le moment, le danger est passé, mais force est de constater que le préfet reste à craindre. Les sénateurs décident d'informer Néron de ces machinations. Egnatius doit rédiger une explication que les sénateurs doivent ensuite signer.
Scène 3. Les sénateurs commencent à banqueter en faisant des libations à la déesse Diane. Les musiciens arrivent et les ménades dansent.
Scène 4. Soudain, des esclaves courent sur la scène et interrompent les danses. La bibliothèque a pris feu et les portes sont apparemment verrouillées sur ordre de Tigellinus. Heureusement, Egnatius a une clé et chacun peut se sauver. Un peu plus tard, Egnatius revient et frappe deux fois sur le piédestal de la statue d'Hygée. Une porte secrète s'ouvre.
Scène 5. Tigellinus entre. Il a pu entendre la conversation des sénateurs et demande maintenant à Egnatius la raison de sa défiance envers lui - vengeance, soif de pouvoir ou jalousie? Egnatius répond que c'est de l'amour qu'il s'agit.

### Acte III
Péristyle de la maison de Soranus
Seize colonnes reliées par des arcs forment un carré sur une plate-forme de marbre; au-dessus, un dais de lierre en fleurs; Fontaines, vases et statues.
Scène 1. Servilia est assise à son rouet, sans son voile et dans une tunique sans manches bleu clair. Antonia et les filles esclaves filent, cousent et chantent.
Scène 2. Son père Soranus entre et leur rappelle le danger qu'ils courent tous à cause de la calomnie. Afin de les protéger, il a accepté la demande en mariage de Thrasea. Le mariage doit avoir lieu le plus tôt possible. Il informe également Servilia que le vieux chrétien s'est enfui avec Caestus. Servilia supplie son père de reconsidérer ce projet de mariage parce qu'elle aime quelqu'un d'autre. Soranus, cependant, considère l'amour comme une « maladie contagieuse de l'âme » et ne veut pas en entendre parler. Un esclave rapporte alors l'arrivée de Thrasea.
Scène 3. Thrasea et Egnatius apportent le parchemin préparé avec eux, que Thrasea et Soranus signent immédiatement. Egnatius leur assure que toute Rome est de leur côté, et qu'il s'en va faire signer la lettre aux autres sénateurs.
Scène 4. Thrasea informe Egnatius qu'il n'épousera pas Servilia parce que son propre destin est incertain, son âge ne correspond pas à la beauté juvénile de Servilia et il sait à quel point Valerius l'aime. Il a persuadé le tribun de venir ici. Les deux vont à la bibliothèque.
Scène 5. Servilia entre pour arroser les fleurs. Peu de temps après, Valerius apparaît également, et la regarde sans la voir pendant un moment avant de la saluer. Les deux déclarent leur amour l'un pour l'autre.
Scène 6. Thrasea revient, s'excuse auprès de Servilia et Valerius pour sa précipitation et les assure que lui et Soranus sont d'accord avec leur fiançailles. Soranus et Antonia les rejoignent, et Soranus donne au couple sa bénédiction.
Scène 7. Un esclave signale l'arrivée d'un centurion. Il annonce aux personnes présentes au nom du Sénat que Soranus et ses amis sont accusés de trahison contre Rome.

### Acte IV
Salle d'entrée de la maison de l'enchanteresse Locusta

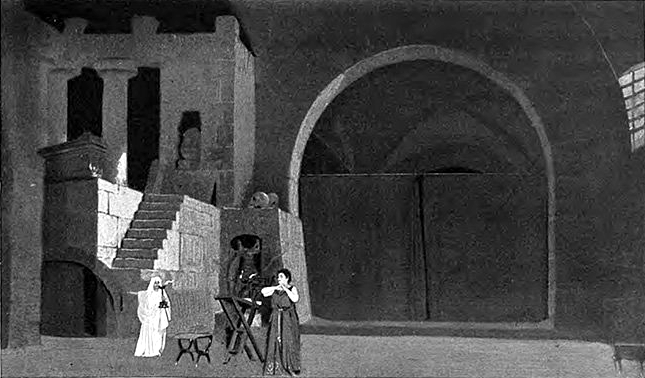
Acte IV, maison de l'enchanteresse Locusta, décor de Piotr Lambine (1902).

Un rideau noir cache le mur du fond; piliers peints en noir sur le côté; à droite une porte de l'atrium, à gauche une petite porte couverte par une colonne.
Scène 1. Locusta est en train de lire un parchemin de sorts quand Egnatius arrive pour s'assurer que ses prédictions sont conformes à ses plans. Il se cache derrière le rideau noir.
Scène 2. Servilia espère que Locusta pourra éclaircir le sort de son père. En guise de paiement, elle offre à la sorcière ses bijoux de future mariée. Locusta se retire un instant pour préparer la nécromancie.
Scène 3. Pendant ce temps, Servilia demande de la force aux dieux.
Scène 4. Locusta retire le rideau et son laboratoire, jonché de crânes, d'os et de rouleaux, devient visible. Puis elle fait un cercle avec sa baguette et dessine Servilia à l'intérieur. Elle jette des drogues magiques dans le feu et évoque la déesse Hécate. Des voix fantomatiques peuvent être entendues et l'apparence d'une vieille femme est visible dans la fumée. Servilia lui demande où se trouve Valerius et quel est le sort de son père, qui a été faussement accusé par des traîtres et des hypocrites. L'apparition répond que sa question trouvera une réponse de la part de la personne qu'elle a elle-même faussement accusée et disparaît.
Scène 5. Tandis que Servilia réfléchit à la signification de cette réponse, Egnatius s'avance et prétend qu'il est lui-même celui qu'elle a accusé. Mais ce n'est pas un ennemi, mais un ami. Il lui raconte son passé: le village germanique de ses parents a été attaqué par des barbares et lui-même a été déporté à Rome dans son enfance et vendu comme esclave. Il vint donc chez son père, à qui il était reconnaissant de sa gentillesse, mais que, en tant que Romain, il détestait néanmoins profondément. Lorsqu'il a découvert le complot après sa libération, il a décidé de l'utiliser pour ses plans de vengeance. Maintenant, il est dans une position où un mot à Tigellinus serait suffisant pour obtenir la liberté de son père - à condition qu'elle soit disposée à l'épouser. Servilia rejette cette offre avec dégoût. Proférant une dernière menace, Egnatius disparaît derrière le rideau.
Scène 6. Servilia est laissée seule et toutes les portes sont verrouillées. Désespérée et sans espoir, elle implore l'aide des dieux.
Scène 7. L'esclave affranchie de Locusta, Nevolia, qui est chrétienne, sauve Servilia et s'échappe avec elle par la porte secrète. Cela met leur destin entre les mains du Dieu unique des chrétiens.

### Acte V

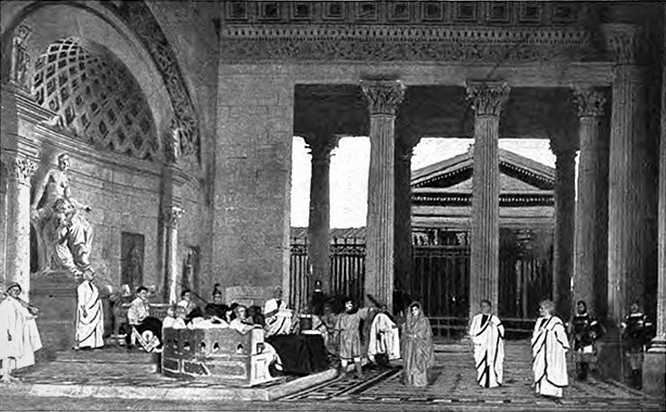
Acte V, temple de Vénus, décor d'Oreste Allegri (1902).

Temple de Vénus avec statue et autel ainsi qu'une estrade pour l'empereur et les dignitaires
Scène 1. Un préteur ouvre le tribunal « demandant l'extermination des stoïques » que sont les sénateurs accusés de trahison.
Scène 2. Soranus et Thrasea nient avec véhémence les allégations portées contre eux.
Scène 3. Egnatius accuse Servilia de sorcellerie. Elle avoue avoir demandé conseil à une enchanteresse. Son père n'en savait rien.
Scène 4. Afer et ses amis ont entre-temps déclenché un soulèvement populaire devant le bâtiment et interrompent la réunion. Afer jure publiquement que Servilia est complètement innocente. Servilia, Soranus et Thrasea le remercient pour son discours. Le préteur annonce alors le verdict: Thrasée et Soranus sont bannis de Rome pour toujours. Servilia, d'autre part, est remise à Egnatius et doit faire ses preuves en se mariant avec lui. Puis Valerius apparaît dans la porte et met son veto.
Scène 5. Suivi par une foule mélangée comprenant Caestus, Nevolia et Antonia, Valerius entre dans le temple. Servilia pousse un cri et s'évanouit. Tigellinus les rejoint également, et Valerius remet au préteur une lettre de l'empereur Néron, dans laquelle il annonce son arrivée le lendemain. Cela met fin à la session. Egnatius demande en vain à Tigellinus d'intervenir et de tuer Valerius.
Scène 6. Servilia avoue à Valerius qu'elle le croyait mort et, dans son désespoir, s'est convertie au christianisme, puisqu'elle n'avait reçu de consolation que du Dieu des chrétiens. Elle fait jurer Valerius de pardonner à ses ennemis et lui dit adieu. Elle fait le serment de renoncer désormais au bonheur et à l'amour du monde. Sa voix devient de plus en plus faible et elle s'effondre par terre, mourante. Valerius tire son poignard pour se suicider, mais en est empêché par Thrasea qui lui rappelle son serment. Egnatius est sous le choc et réalise sa culpabilité : il déchire ses vêtements. Puis le vieil homme apparaît et exhorte majestueusement chacun à reconnaître la puissance du Dieu vivant. Nevolia et Caestus sont d'accord, et ils affirment tous leur nouvelle foi en entonnant le «credo»  d'une seule voix.

## Histoire de l'œuvre

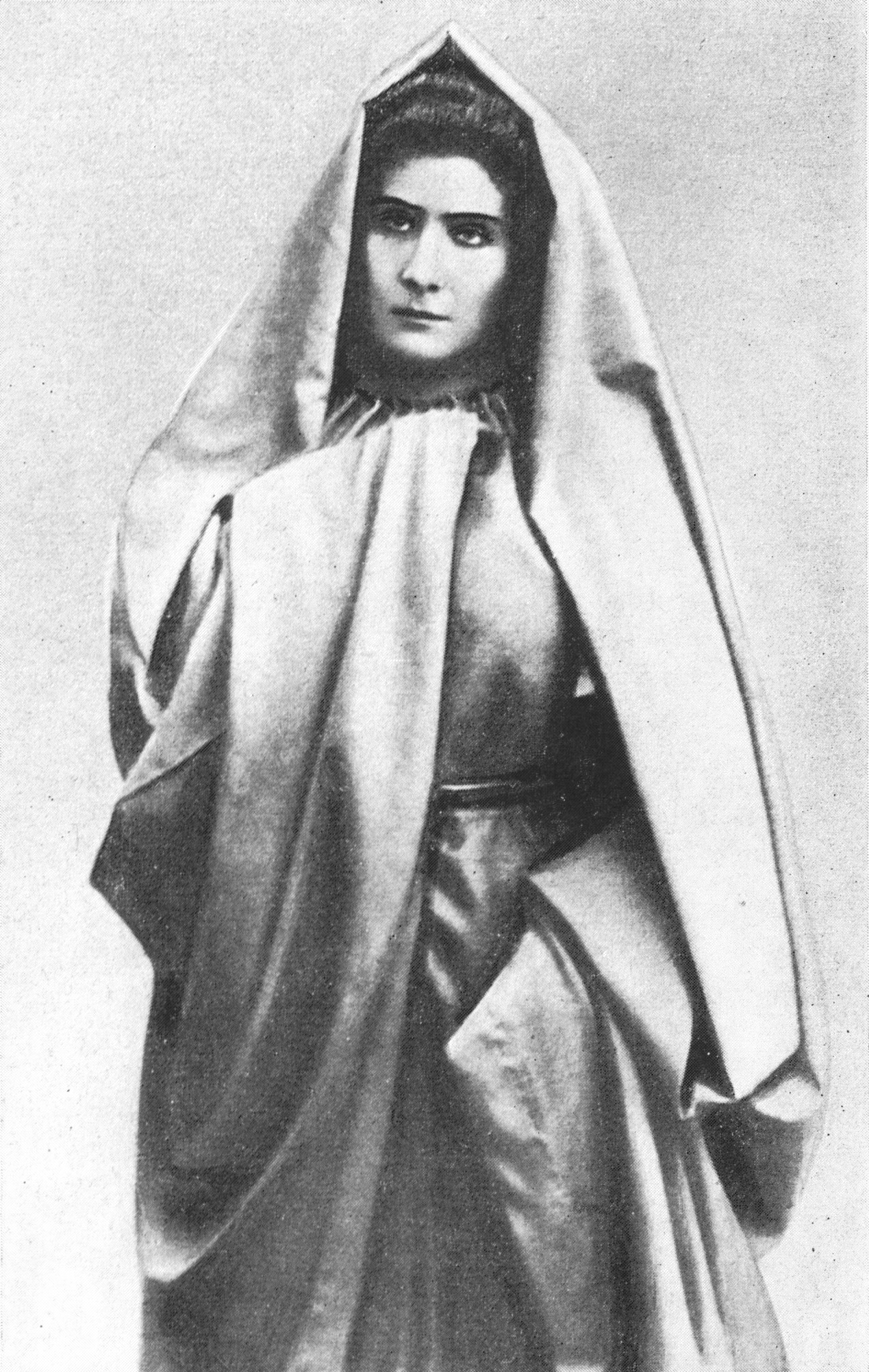
Valentina Cuza en Servilia, 1902

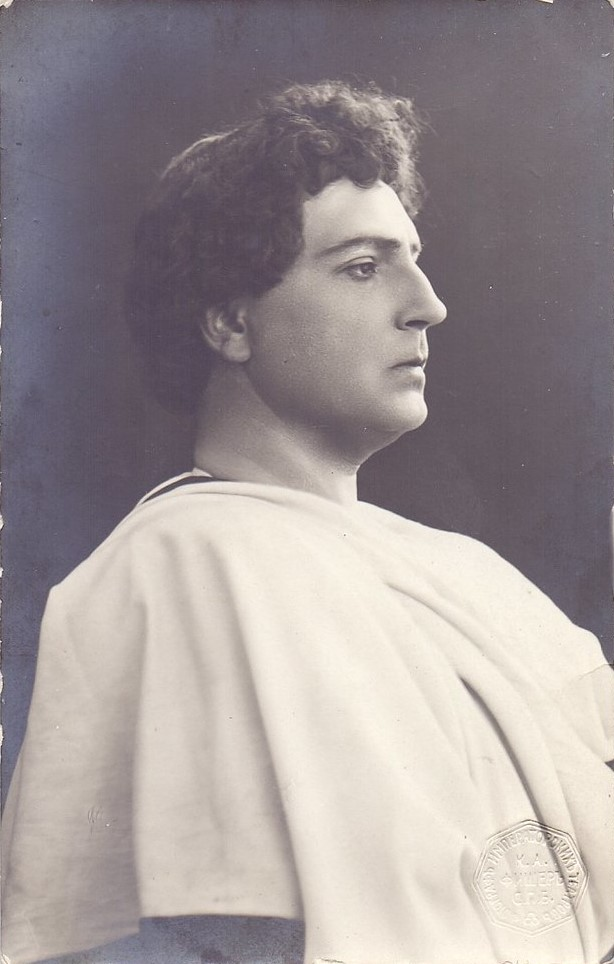
Ivan Erchov en Valerius, 1902

Rimsky-Korsakov a l'idée de son opéra Servilia au début des années 1890 et cela se concrétise en janvier 1900. Il écrit lui-même le livret sur la base de la tragédie du même nom écrite en 1854 par Léon Meï. Il s'agit d'un événement historique de la Rome antique, décrit dans les  Annales (XVI / 21–35) de Tacite : la résistance de certains sénateurs (les néostoïques) contre l'arbitraire de Tigellinus favorisé par l'empereur Néron et assimilée au combat des vertus bourgeoises contre la corruption des courtisans. Meï fait référence à la lutte du cercle de Petrachevski dans la Russie de son temps. Le sujet de cette œuvre également historique est presque littéralement tiré des Annales . Rimsky-Korsakov espérait une plus grande liberté dans les dispositifs stylistiques possibles du sujet romain. Dans son autobiographie Chronique de ma vie musicale, il déclare :
« Le matériel de la vie de la Rome antique m'a permis un choix absolument libre de moyens stylistiques, à l'exception de ceux manifestement contraires au style, tels que spécifiquement l'allemand, le français ou le russe. Rien ne nous est parvenu de la musique de l'Antiquité, personne ne l'a jamais entendue, et par conséquent, à condition d'éviter le style manifestement contradictoire, personne ne pourrait accuser le compositeur que sa musique n'était pas romaine. Il y avait donc une liberté presque illimitée qui m'était offerte ici ».
Rimsky-Korsakov resserra le texte, réduisit le nombre de personnages de 43 à 25 et simplifia le complot, qu'il concentra autour de trois éléments essentiels : la supériorité éthique de la foi chrétienne sur le paganisme, la menace pour la monarchie des subordonnés hypocrites et celle du bonheur gâché de la vertueuse Servilia par les intrigues de ses adversaires. Il composa le troisième et le quatrième acte complet ainsi que des parties du premier et du cinquième acte à l'été 1900 directement sous forme de partition. Il termina ce travail en mai 1901 et le dédia à la mémoire de Meï qui avait déjà fourni les modèles pour trois de ses autres opéras.
La première eut lieu le 14 octobre 1902 au théâtre Mariinsky, dirigée par Felix Blumenfeld. Rimsky-Korsakov salua particulièrement les prestations d'Euphrosine [Valentina] Cuza (Servilia), Ivan Erchov (Valerius) et Constantin Serebriakov (Soranus) et estima que la production était globalement excellente. Seul Léonide Iakovlev dans le rôle d'Egnatius lui parut « à nouveau carrément impossible, malgré toute bonne volonté ». Les autres chanteurs étaient Nikolaï Andreïevitch Markevitch (Tigellinus), Gavriil Alexeïevitch Morskoï (Thrasea), Mitrofan Tschouprynnikov (Montanus), Léonide Gueorguievitch Iakovlev (Egnatius), Andreï Markovitch Labinski (Fulcinius Afer), Nikolaï S. Klimov (Avidius Hyspo), I. S. Grigorovitch (Caestus), Wladimir Ivanovitch Kastorski (Alter), A. I. Panina (Antonia), Youlia Nikolaïevna Nossilova (Locusta) et Y. V. Slatina (Nevolia), ainsi que Wladimir Maiboroda et Lev Sibiriakov. Cet opéra ne remporta pas de succès et ne fut joué que sept fois. Selon Rimsky-Korsakov, cette œuvre n'a eu qu'un «succès respectable» à la première et «aucun du tout dans les présentations des droits, comme c'était déjà la coutume», et a été enlevée de l'affiche «sans droit» après une autre représentation peu fréquentée.

Croquis des costumes par Evgueni Ponomariov pour la saison 1902
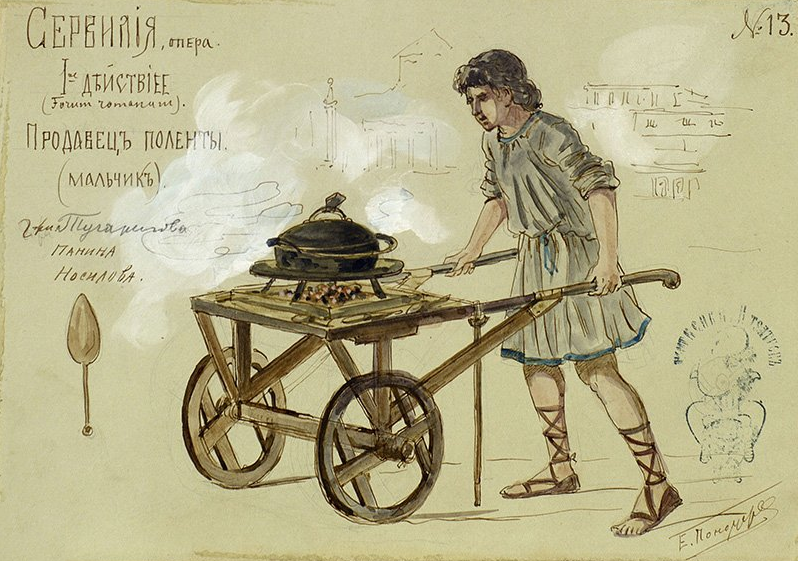
Le petit vendeur de polenta
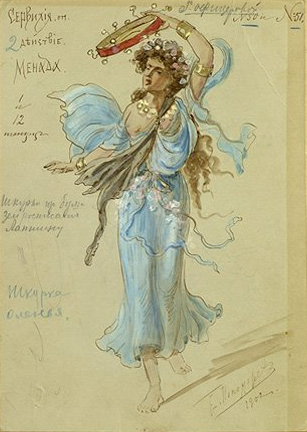
Une ménade
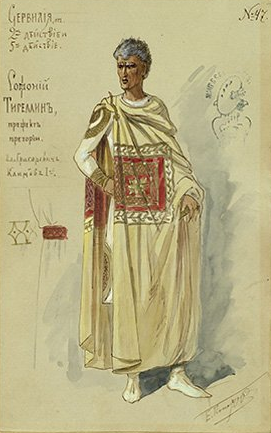
Tigellinus
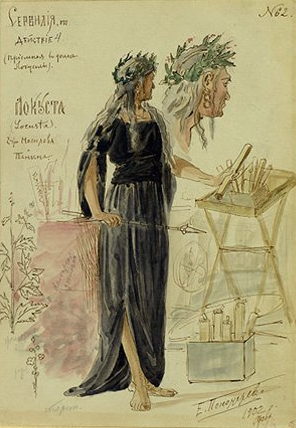
Locusta

En 1904, l'œuvre fut exécutée sous la direction de Nikolaï Kochetov au théâtre de Moscou par Gavrila Solodovnikov avec Anton Sekar-Rochtchansky en Valerius et Nikolaï Chevelev en Egnatius. Cette production n'eut que six représentations. L'une des raisons du manque d'intérêt pour cette œuvre était que, l'année précédente seulement, l'opéra d'Anton Rubinstein, Néron avait rencontré sur un sujet similaire un grand succès. Le public n'a vu dans  Servilia  qu'une nouvelle édition plus faible de celui-ci<.
L'opinion des critiques, déjà formée après la première, selon laquelle il s'agissait de «musique pâle», persista pendant longtemps, bien que plus tard cela ait pu difficilement être vérifié en raison du manque de nouvelles productions. Plus tard, Rimsky-Korsakov lui-même aurait qualifié la musique de cet opéra de « pâle » (d'après les Souvenirs d'Ilya Tioumenev). D'un autre côté, il a déclaré qu'elle avait été « injustement » retirée du répertoire, il la voyait ainsi que Pan voïevoda (1904) comme artistiquement secondaire et dans l'ensemble de son œuvre comme un «intermezzo». Richard Taruskin la qualifie comme son œuvre la plus grande et en même temps comme la plus dénuée de sens. La musicologue allemande Sigrid Neef connaissant l'existence d'enregistrements d'airs de Servilia, de ses duos avec Valerius (au troisième acte), ainsi que la partition en vient à une conclusion différente, suggérant « une musique plutôt colorée et contrastée ». Nikolai van Gilse van der Pals remarque un manque de drame dans l'œuvre. Alors que Rimsky-Korsakov a réussi à bien caractériser les personnages dans son livret, «l'intrigue et le développement, considérés dans leur ensemble, sont faibles». Le principal coupable est un « livret fragmentaire, que le compositeur n'a pas pu réorganiser et améliorer de manière suffisante ». La « sécheresse de nombreuses parties » de l'œuvre est due au fait qu'il a dû « d'abord chercher des moyens d'expression appropriés » pour un sujet inconnu. Néanmoins, l'opéra «ne doit pas être jugé sans valeur», car il est «après tout intéressant et remarquable à bien des égards.
En 2016, Servilia est représentée pour la première fois au théâtre d'opéra de musique de chambre Povrovsky de Moscou sous la direction de Guennadi Rojdestvenski, avec une mise en scène d'Olga Ivanova, des décors de Viktor Guerassimenko et une chorégraphie d'Alexeï Ichtchouk.
Le 3 avril 2019, une représentation en version concert est donnée pour le 175e anniversaire de naissance du compositeur à la salle de concert du Mariinski de Saint-Pétersbourg sous la direction musicale de Valery Guerguiev avec Angelina Akhmedova en Servilia, Alexandre Mikhaïlov en Valerius, Pavel Chmoulevitch en vieillard, Ilya Bannik en Paconius, Yaroslav Petrianik en Egnatius et Dmitri Grigoriev en Soranus.

## Source de la traduction
- (ru) Cet article est partiellement ou en totalité issu de l’article de Wikipédia en russe intitulé « Сервилия (опера) » (voir la liste des auteurs).

- (de) Cet article est partiellement ou en totalité issu de l’article de Wikipédia en allemand intitulé « Servilia (Oper) » (voir la liste des auteurs).